# Роберт Щепанський
Роберт Щепанський (пол. Robert Szczepański, нар. 1 червня 1975) — відомий польський боксер, стронгмен та паверліфтер. Нині працює як напутник з боксу та паверліфтинґу, у 1993 році виграв бронзову медаль на Чемпіонаті з боксу серед юніорів. Стронґменом почав займатися у 2002 році. Має дружину на ймення Маґда а також сина — Доріна (названий на честь шестиразового переможця змаагння Містер Олімпія Доріана Єйтса)

## Стронґмен
Стронґменом почав займатися у змаганнях Світової Першості під еґідою МФЛ. Змагався у 2005 (посів дев'яте місце), 2006 (шосте місце) та у 2007 (посів сьоме місце). На чемпіонаті Європи під покровом тієї ж МФЛ змагався два рази: п'яте місце у 2005 та четверте у 2007-му. 8 червня 2010 посів друге місце у змаганні Велетні НаЖиво в Польщі що дало йому змогу перейти до кваліфікації на змагання Найсильніша Людина Світу.

## Власні скутки
- Присідання — 360 кг
- Вивага лежачи — 280 кг
- Мертве зведення — 390 кг